# Neurellipes leptines
Neurellipes leptines is een vlinder uit de familie van de Lycaenidae. De wetenschappelijke naam van de soort is voor het eerst gepubliceerd in 1874 door William Chapman Hewitson.
De soort komt voor in Kameroen, Equatoriaal Guinea, Gabon, Congo-Brazzaville, Centraal Afrikaanse Republiek en Congo-Kinshasa.